# 安徽中医薬大学
安徽中医薬大学（あんきちゅういやくだいがく、英語: Anhui University of Chinese Medicine）は、中国安徽省合肥市に本部を置く中国の公立大学。1952年創立、1959年大学設置。大学の略称は安中。
旧校名は安徽中医学院。2020年6月時点では、学校の面積は1269.68畝、生徒数約16,091人、教職員4,400人。

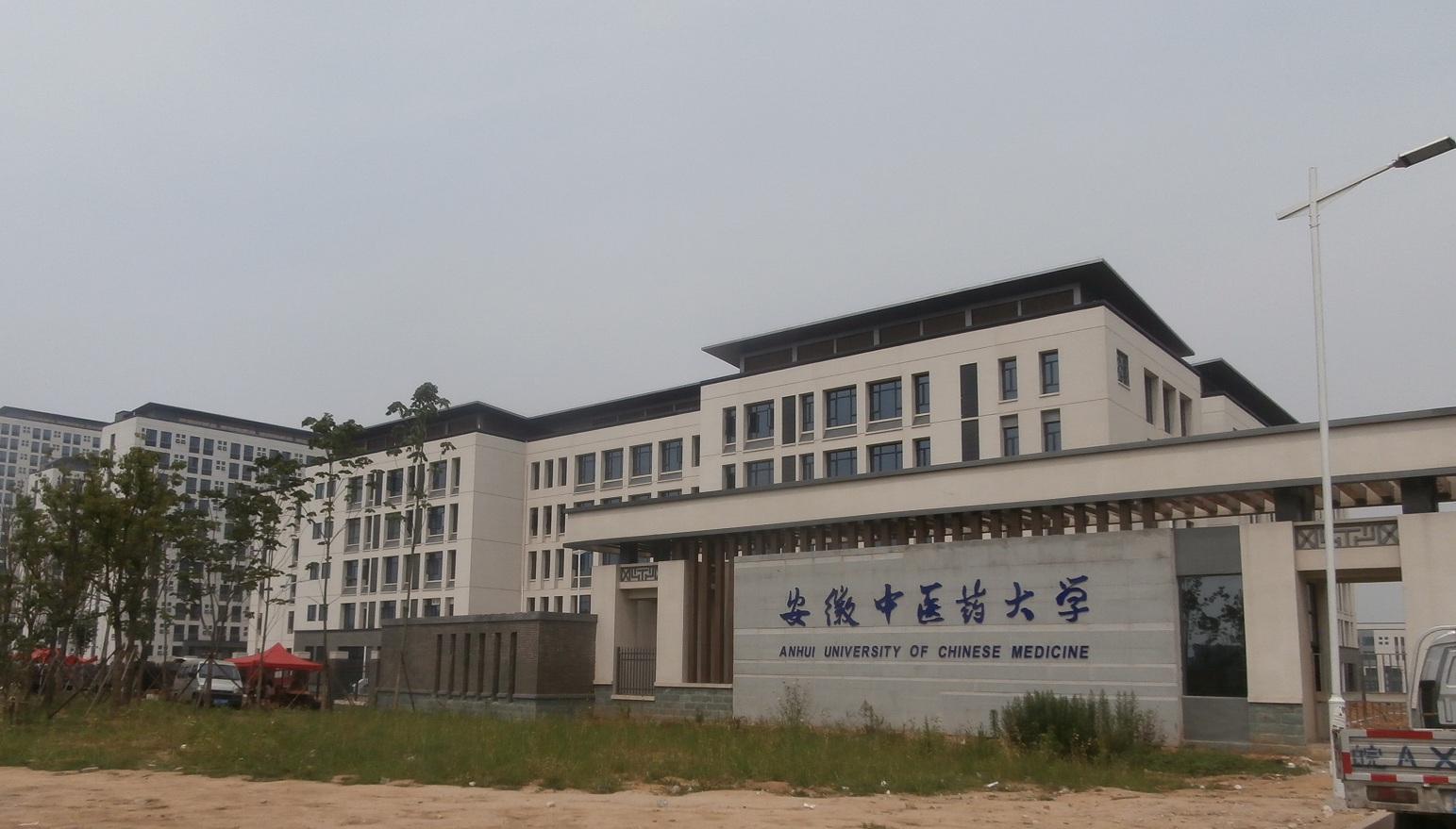
安徽中医薬大学少荃湖キャンパス

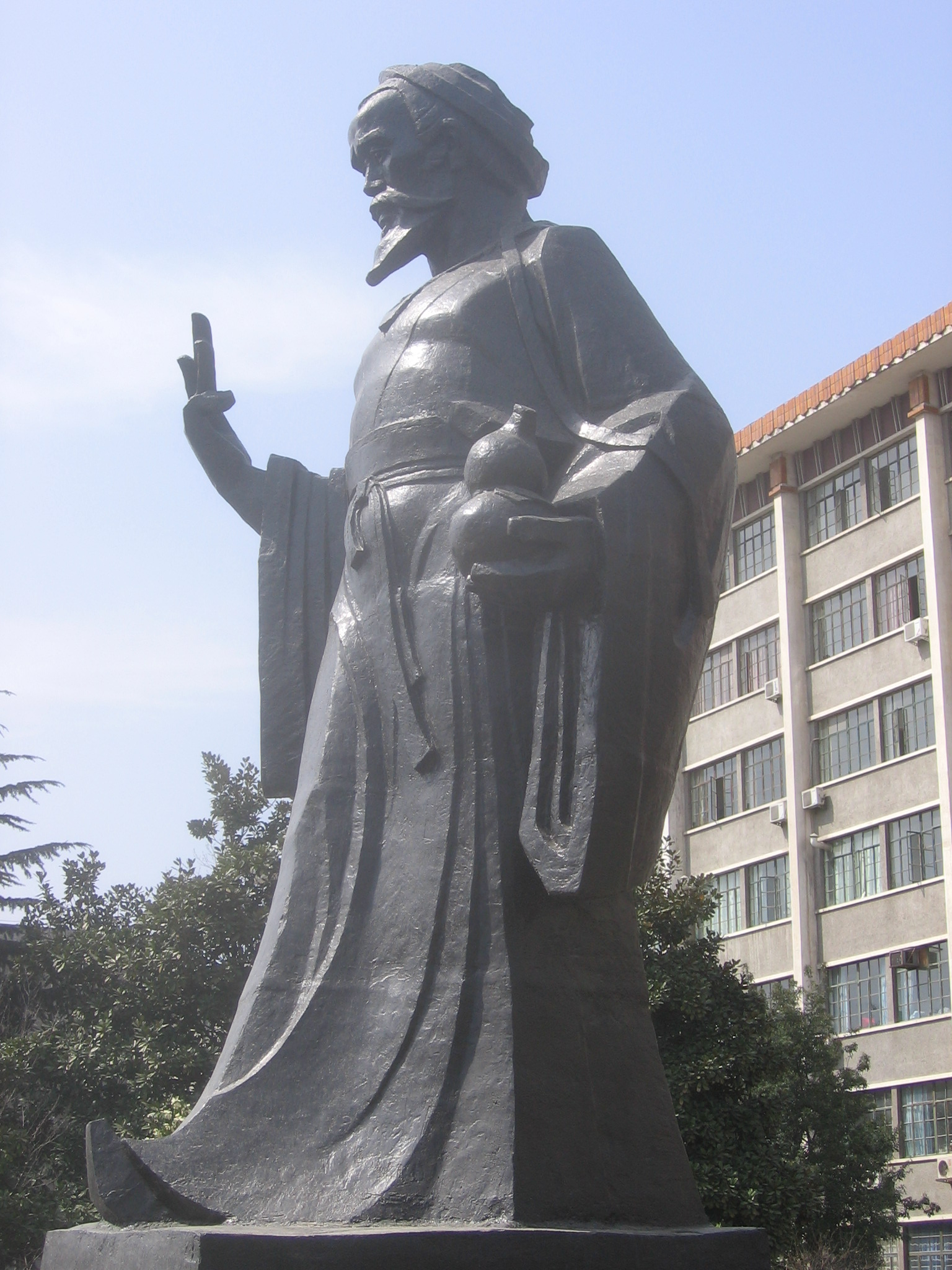
安徽中医薬大学梅山路キャンパス本館前の華佗像。

## 略歴
安徽中医薬大学の前身は1952年に設立した安徽省中医進修班まで遡ることができます。
1959年、安徽中医学院が設立。校名は郭沫若考案。
1970年、安徽中医学院と安徽医学院が統合。
1975年、安徽中医学院から分離し、安徽中医学院として開校。
2000年、安徽省医薬学校を吸収合併する。
2013年、「安徽中医薬大学」に改称。

## 基礎データ
- 所在地
  - 合肥市瑶海区竜子湖路350号（少荃湖キャンパス）
  - 合肥市蜀山区梅山路103号（梅山路キャンパス）
  - 合肥市蜀山区史河路45号（史河路キャンパス）
  - 合肥市廬陽区寿春路300号（六安路キャンパス）

- 校訓
  - 「至精至誠、惟是惟新」

- 校歌
  - 「青春在飛揚」

## 組織
「学院」も「系」も日本の大学の学部にほぼ相当する。「学部」は「学院」と「系」の上の編成で、実体はなく、日本の「学部」とは位置付けが異なっている。妙訳がないのでそのまま記す。
- 中医学院（新安学院）
- 針灸推拿学院（康復医学院）
- 中西医結合学院（生命科学学院）
- 薬学院
- 医薬経済管理学院
- 護理学院
- 医薬信息工程学院
- 人文と国際教育交流学院
- 継続教育学院
- マルクス主義学院
- 創新創業学院
- 体育部
- 第一中医臨床医学院
- 第二中医臨床医学院
- 第三中医臨床医学院
- 研究生院

## 大学の人物一覧

### 教授
- 学長：彭代銀
- 党委書記：王先俊

### 卒業生
- 彭代銀：安徽中医薬大学の学長（校長）
- 朱満洲：安徽大学化学化工学院の教授
- 張忠平：安徽大学化学化工学院の教授
- 許能貴：広州中医薬大学の副学長（副校長）